# Acetobacteraceae
Acetobacteraceae або оцтовокислі бактерії — родина бактерій, що характеризуються можливістю отримання енергії за рахунок окиснення етанолу до оцтової кислоти в процесі дихання. Представники родини — грам-негативні, аеробні, паличкоподібні бактерії.
Acetobacteraceae зазвичай мешкають у місцях, де в результаті дріжджового бродіння цукру із утворенням етанолу та вуглеводів. Також вони можуть бути знайдені в нектарі квіток і у пошкоджених плодах. Інші джерела — сидр із свіжих яблук і непастеризоване нефільтроване пиво. У цих рідинах представники родини ростуть у вигляді плівки (біофільму) на поверхні. Оцет виробляється, коли оцтовокислі бактерії діють на алкогольні напої, наприклад вино.